# Терор срещу анархистите в България след 9 септември 1944 година
Предисторията на терора срещу анархистите в България започва след назначаването на български болшевики във властта от сталинстите от Българската комунистическа партия още на 9 септември 1944 г. Първата задача на тези функционери е да натикат в новооткритите десетки концентрационни лагери възможно най-голям брой от своите идейни врагове, сред които анархистите са едни от първите взети на „мушка“.
Още на следващата 1945 година, през месец март са арестувани всички деветдесет и два делегати на свиканата в Княжево национална възстановителна конференция. Почти половината от тях, след жестоки инквизиции, са изпратени за „превъзпитание“ в концлагера край град Дупница.
В същото време анархистическото движение в Югозападна България се разраства със значителна скорост. Почти във всички градове на района има солидни организации и групи. В някои села всички младежи се ориентират към анархизма. За да попречат на силното анархистическо влияние, новите властници се опитват да организират своя идеологически отговор. Сред агитаторите им се откроява техният теоретически чиновник Рубен Леви, който тръгва от град на град със своята съставена от марксисти шпицкоманда, но се оказва, че те нямат идеи за това, което им е възложено да извършат. Сказките им, изпъстрени с хвърляне на кал, употребата на клевети и лъжи, срещат навсякъде безкомпромисния, организиран и аргументиран отговор на анархистите. Понесла поражения в идейната борба с анархистите, в безсилието си, болшевишката диктатура открива концлагерите в каменовъглените мини край Перник – „Куциян“ и „Богданов дол“, които поглъщат нови десетки дейци. Започват да пристигат съобщения от цялата страна за арести и побоища над анархисти. Властта иска да ги превърне в доносници или в трупове. В тези полицейски „мероприятия“ се включват най-активно местните партийни и ремсистки организации. Все нови и нови жертви биват изпращани в „социалистическите“ душегубки, в сравнение с които, по общо признание, царските такива приличат повече на санаториуми. След като усилията на диктатурата претърпяват пълен провал, машината на сталинския терор заработва на пълни обороти.
Два дни преди V конгрес на компартията, обявен за 18 декември 1948 г., на 16 декември, нейното политбюро, под ръководството на сталинския слуга и палач – Георги Димитров – взима решение да изпрати в островите на българския ГУЛАГ всички анархисти, зачислени в картотеките на „народната“ милиция. Това е опит за тоталното унищожение на анархистическото движение. В концлагерите се озовават над шестстотин души анархисти, а други стотина успяват да се изтръгнат от лапите на терора с бягство през границата, където се организират в задграничен съюз и издават редица книги, брошури, списания, бюлетини и вестници на български и други езици.
В организираната от властта вакханалия на терора трябва да да бъдат споменати и ред други факти, които остават неизвестни за историците, които мислят, че историята на анархизма започва с тях или не се интересуват и някои от тях дори флиртуват с „интелектуалните“ апологети на убийците. Преди 9 септември 1944 г. са убити анархистите Кирил Кънев Арнаудов от Русе, Иван Мангъров и Радко Кайтазов от Пловдив, които са потърсили единодействие в борбата срещу фашизоидния режим съвместно с маркс-ленин-сталинисти и някои леви земеделци, с които са били заедно в партизанските отряди преди преврата. След тази дата техните наказателни отряди разстрелват в Белене Иван Николов Йондев, отравят анархистическия трибун Манол Васев в Сливенския затвор и унищожават при гладна стачка в Белене Коста Иванов Сотиров от село Бистра. На 8 април 1951 г. в Ихтиманския Балкан са убити анархистите от с. Бело поле Вълчо Генев Пантулов и Ангел Тенев. На 27 юли 1952 г. е убит Кръстьо Хаджииванов от с. Чучулигово. На 19 януари 1954 г. е убит Христо Генов Чолаков от с. Домлян. В Богданов дол е оставен да умре без лечение Боян Статев (брат на Милош Зяпков) от Ракитово, а в Белене е инквизиран и доведен до душевно разстройство Пантелей Попхристов от Дупница. В Казанлъшкия балкан е убит Христо Несторов, а неговият другар Милю Иванов-Казака е осъден на смърт и разстрелян в Софийския централен затвор. Създаден е убийствен режим, при който концлагеристи загиват от непосилен труд, престрой в карцери, изтощение и мъчителен глад. Не са съществено по-различни наказателните режими и в затворите, в чиито килии мнозина анархисти губят живота, разума или човешкото си достойнство, капитулирайки пред инквизициите и страха от многоликата смърт. Процентно, анархистите са най-многобройни сред подложените на убийствени, изолационни условия, глад и карцери в „богоугодните“ заведения, а по всеобщо признание, те се държат там най-твърдо и непреклонно. В „местата за въдворяване“ и „лишаване от свобода“ мнозина анархисти имат многогодишен стаж. Сред лагеристите, Христо Колев, Славейко Павлов, Михаил Миндов и други имат по седем и повече годишен престой. В затворите Атанас Бекяров, Илия Кехайов и Иван Пандиев прекарват по единадесет и повече години от младостта си, Георги Константинов е осъден на десет години, Васил Тодоров (Народа) и Стоян Цолов по осем години и т.н.
Оценявана като Най-отвратителна гавра с политическите затворници, извършена от демократите след 10 ноември 1991 г., е тяхното решение да „обезвъзмедят“ палачите и инквизиторите от репресивния апарат на диктатурата с по двадесет и две заплати при уволнение, придружено с повишаване на пенсиите им до „тавана“. Преобладаващата част от жертвите, поради „липса на трудов стаж“, изживяват старините си в мизерия и болести, гарантирани им със „социалните пенсии“. Все още някои от тези мъченици са живи и чакат справедливост.

## Интервюта
- Джерманова, Цветана. Цветана Джерманова разказва за престоя си в лагерите.   anarchy.bg, 4 октомври 2017.
- Пиринчиева, Лиляна. Лагерите унищожаваха предимно ....   Георги Бакалов, 2011.
- Наков, Александър. Интервю с Александър Наков.   anarchy.bg, 22 януари 2019.